# Jonte Flowers
Jermaine Flowers, detto Jonte (Chicago, 12 aprile 1985), è un ex cestista statunitense.

## Palmarès
- Campionato rumeno: 2

Asesoft Ploiești: 2013-2014, 2014-2015
- Coppa di Romania: 1

Asesoft Ploiești: 2014